# سن-فلیسین، کبک

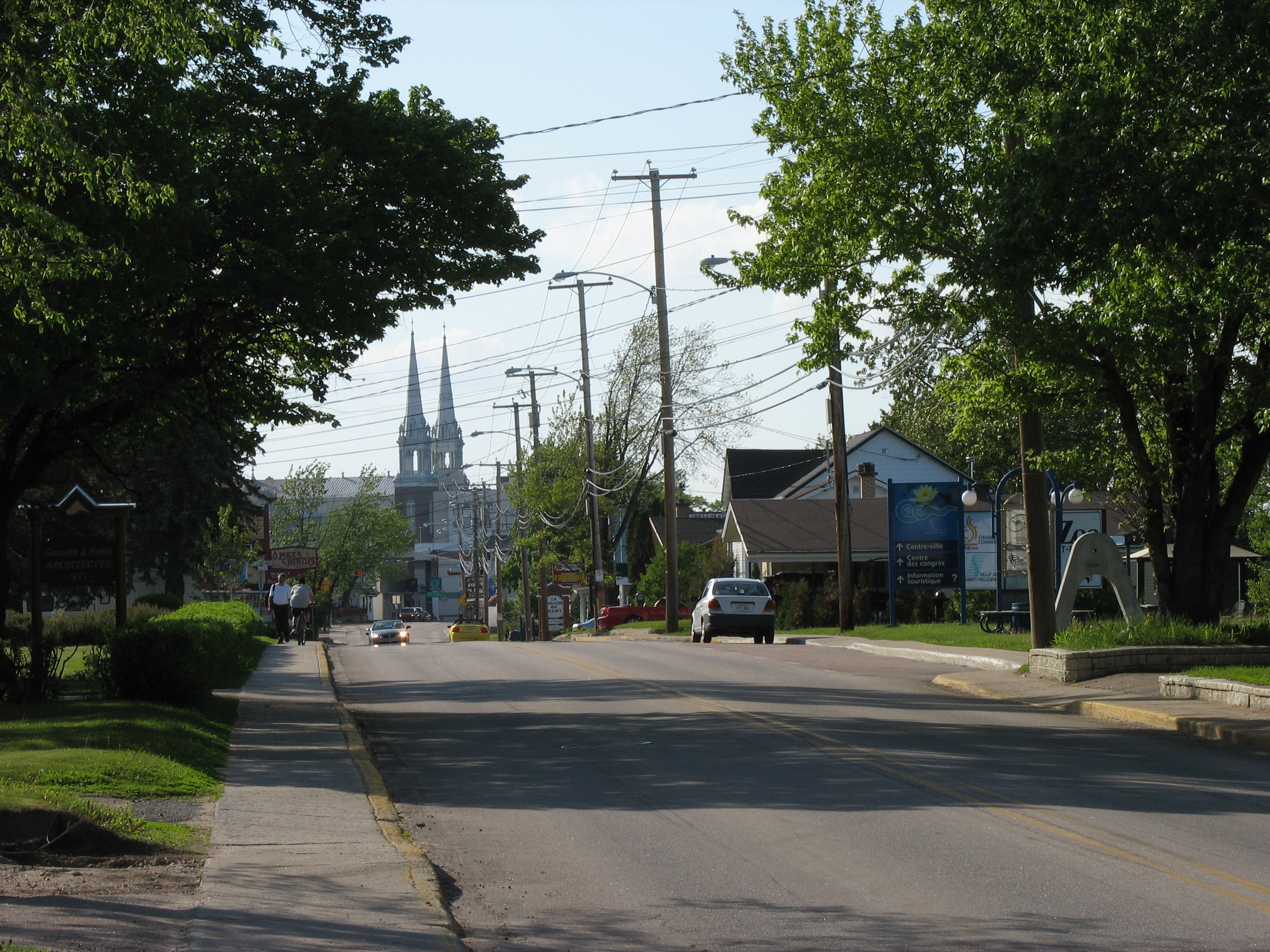
نمایی از شهرک سن-فلیسین در استان کبک کانادا - ۲۰۰۸

سن-فلیسین (به فرانسوی: Saint-Félicien) شهرکی در منطقه شهری لو دومن-دو-روآ ناحیه سگونه-لاک-سن-ژان در استان کبک کانادا است. در سرشماری سال ۲۰۱۱ این شهرک ۱۰٬۴۸۶ نفر جمعیت داشته‌است و مساحت آن ۳۵۹٫۶۹ کیلومتر مربع است.